# Franz Xavier Knapp
Franz Xavier Knapp (n. 3 septembrie 1809, Tachau – d. 16 septembrie 1883, Cernăuți), (apare și ca Franz Xaver Knapp) a fost un pictor austro-ungar.

## Biografie
Franz Xavier Knapp este autorul albumului „Illustrierte Bukowina” (Bucovina ilustrată) ce conține 18 litografii după acuarelele sale. Knapp este considerat a fi un portretist de marcă, el i-a pictat printre alții pe Silvestru Morariu Andrievici, Niculae Picu și Iraclie Porumbescu. Opera lui Knapp are o mare valoare îndeosebi datorită faptului că litografiile sale redau starea localitățiilor din acea vreme, cum ar fi: Suceava, Dragomirna, Cernăuți, Fântâna Albă, Vatra Dornei, Lăpușna, Storojineț, Vama, Putna, etc. Multe din lucrările sale sunt la Viena, Austria, deși a avut o mulțime de expoziții la Cernăuți, Bucovina de Nord, Ucraina.

## Bucovina ilustrată
- „Bucovina văzută de F.X. Knapp la 1860”:

„Cu prilejul plecării din Bucovina a contelui Carol Rothkirch - Panthen, în Maiu 1860, după ce funcționase doi ani ca președinte al Ducatului Bucovinei - funcționarii autorității administrative supreme a provinciei i-au prezentat ca omagiu un album cu vederi din Bucovina, lucrate în acuarelă de pictorul Franz Xavier Knapp, recent sosit la Cernăuți.
Printre aceste vederi, cea intitulată <Suceava, odinioară capitală a Moldovei>, este o foaie care reprezintă o frumoasă vedere generală dinspre miază-zi a orașului, litografiată de J. Novopacky. În marginea dreaptă se văd ruinele cetății Sucevei, într’o stare cu mult mai completă a zidăriei decât cea de azi, care ulterior a mai fost distrusă, oamenii din împrejurimi luând materialul din acest unic monument pentru a-și clădi case. Se văd frumoasele biserici cu turnurile lor, care domină valea Sucevei, o căruță încărcată pentru drum lung, acoperită pentru ploaie și trasă de patru cai care urcă greu panta șoselei, iar o trăsură de țară cu coviltirul lăsat, grăbește în goana cailor înspre oraș.”—„Revista Bucovinei”, Anul II, No. 2, Cernăuți, Regatul României, februarie 1943.

## Galerie imagini

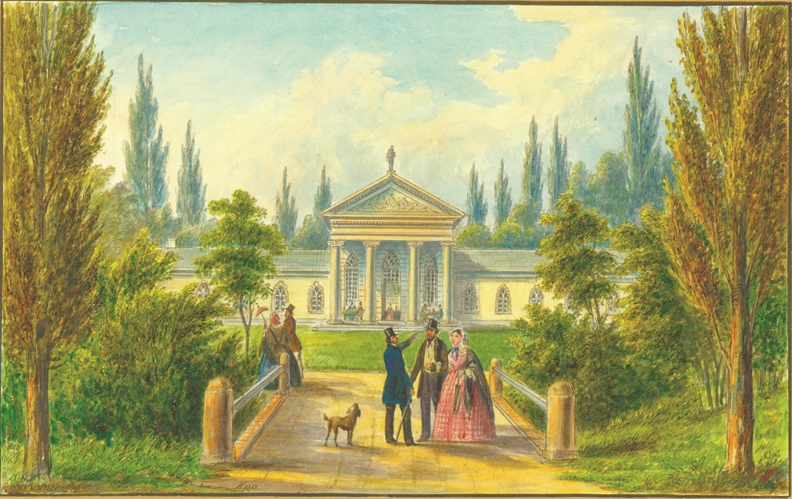
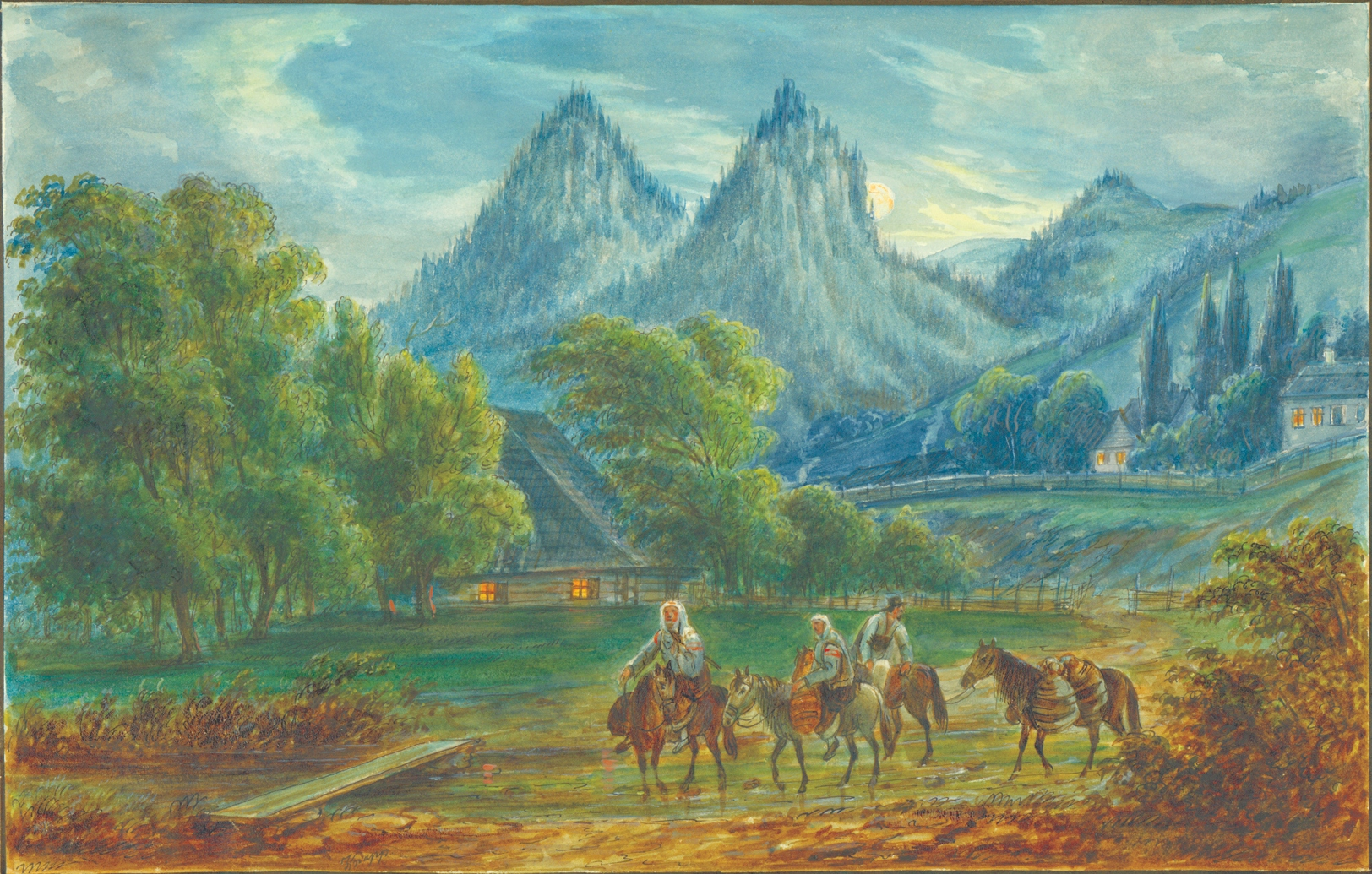
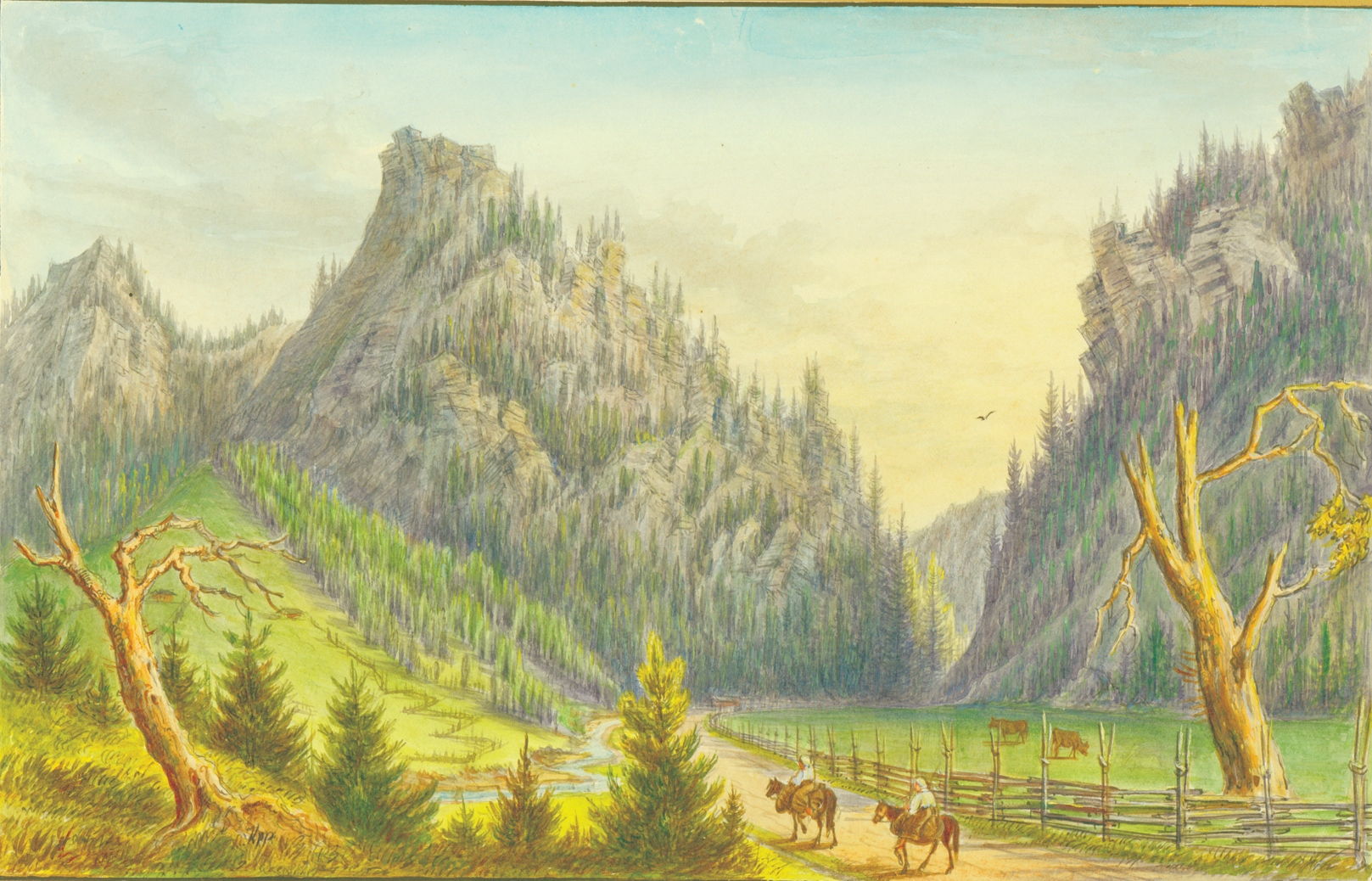
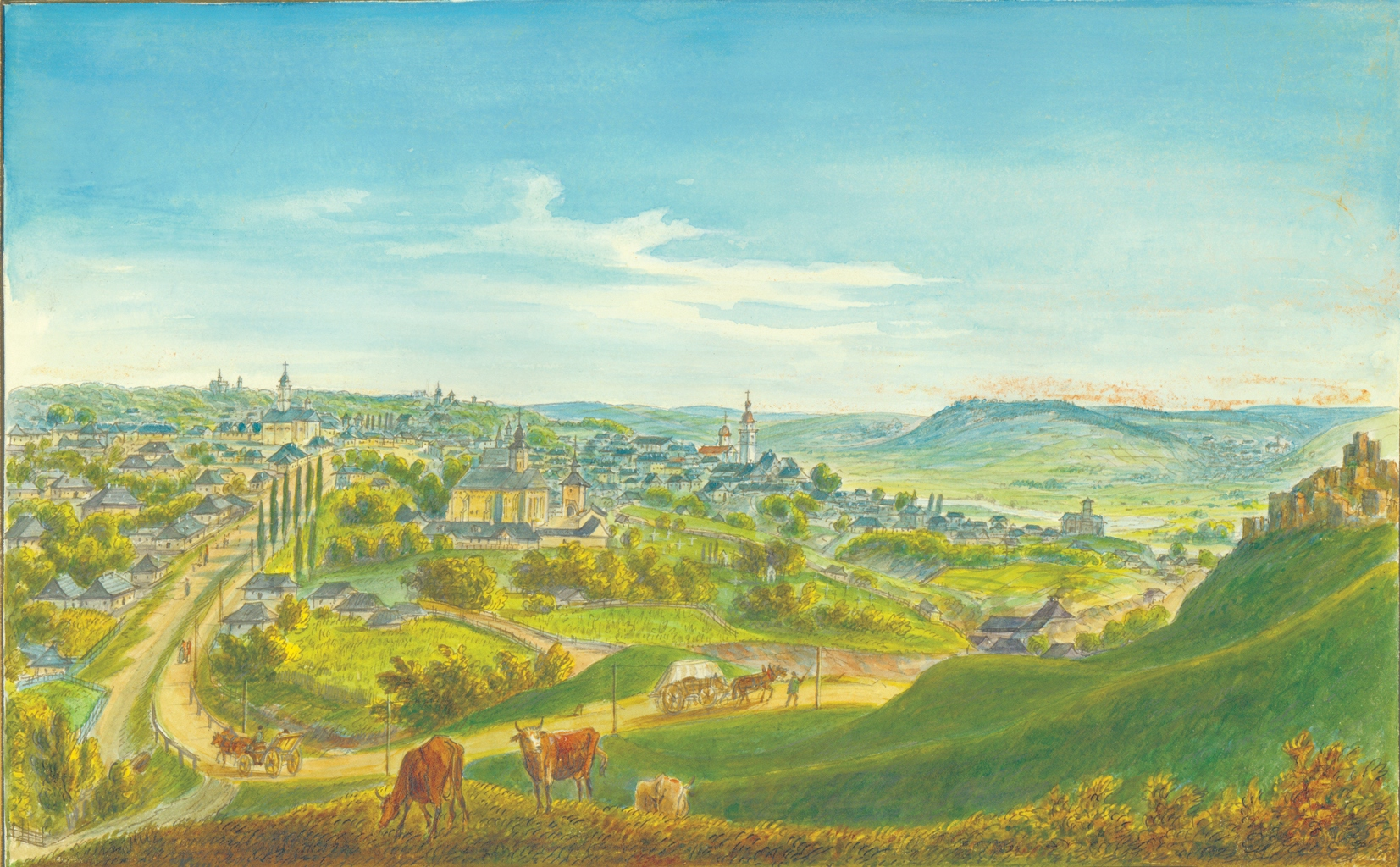
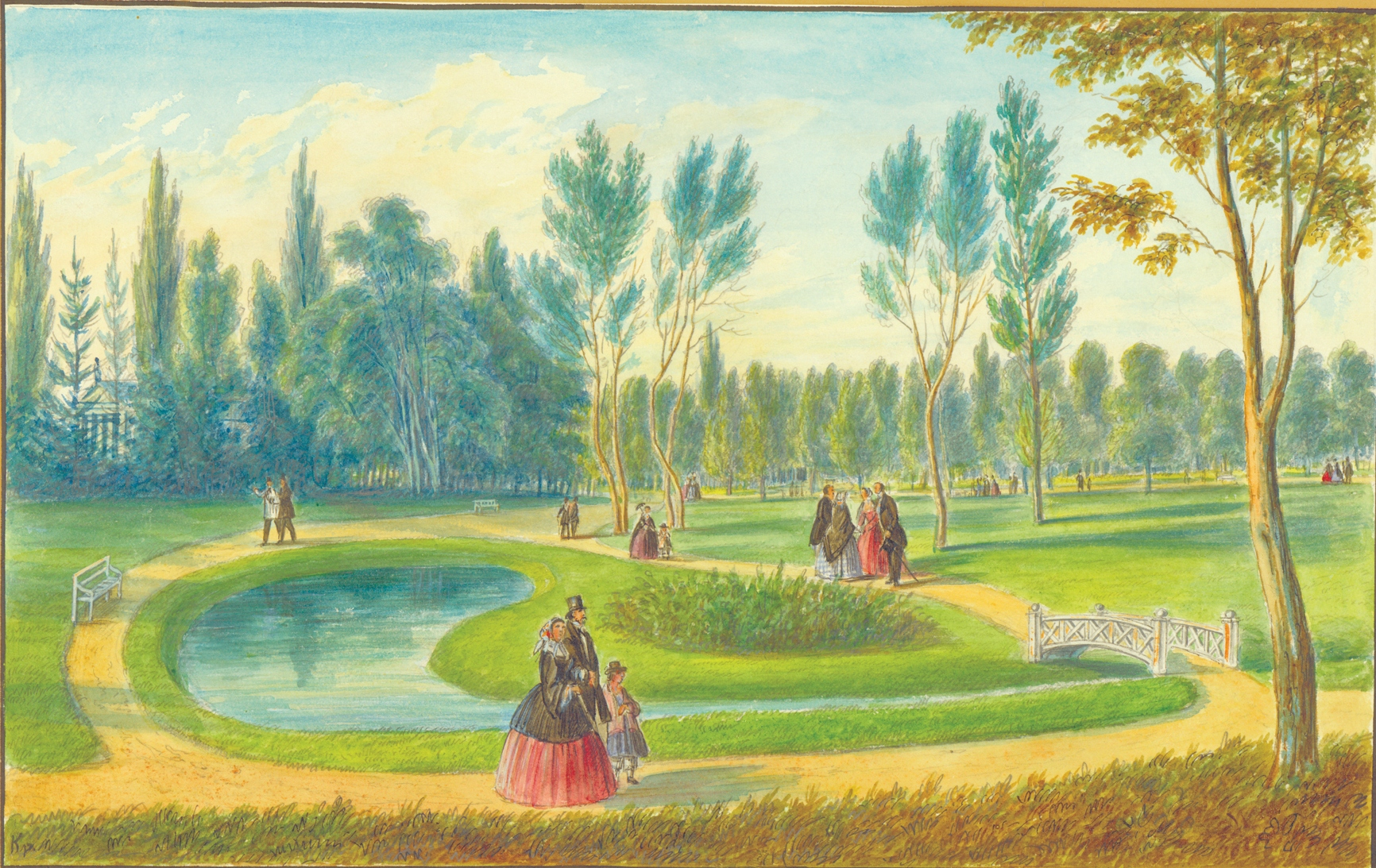
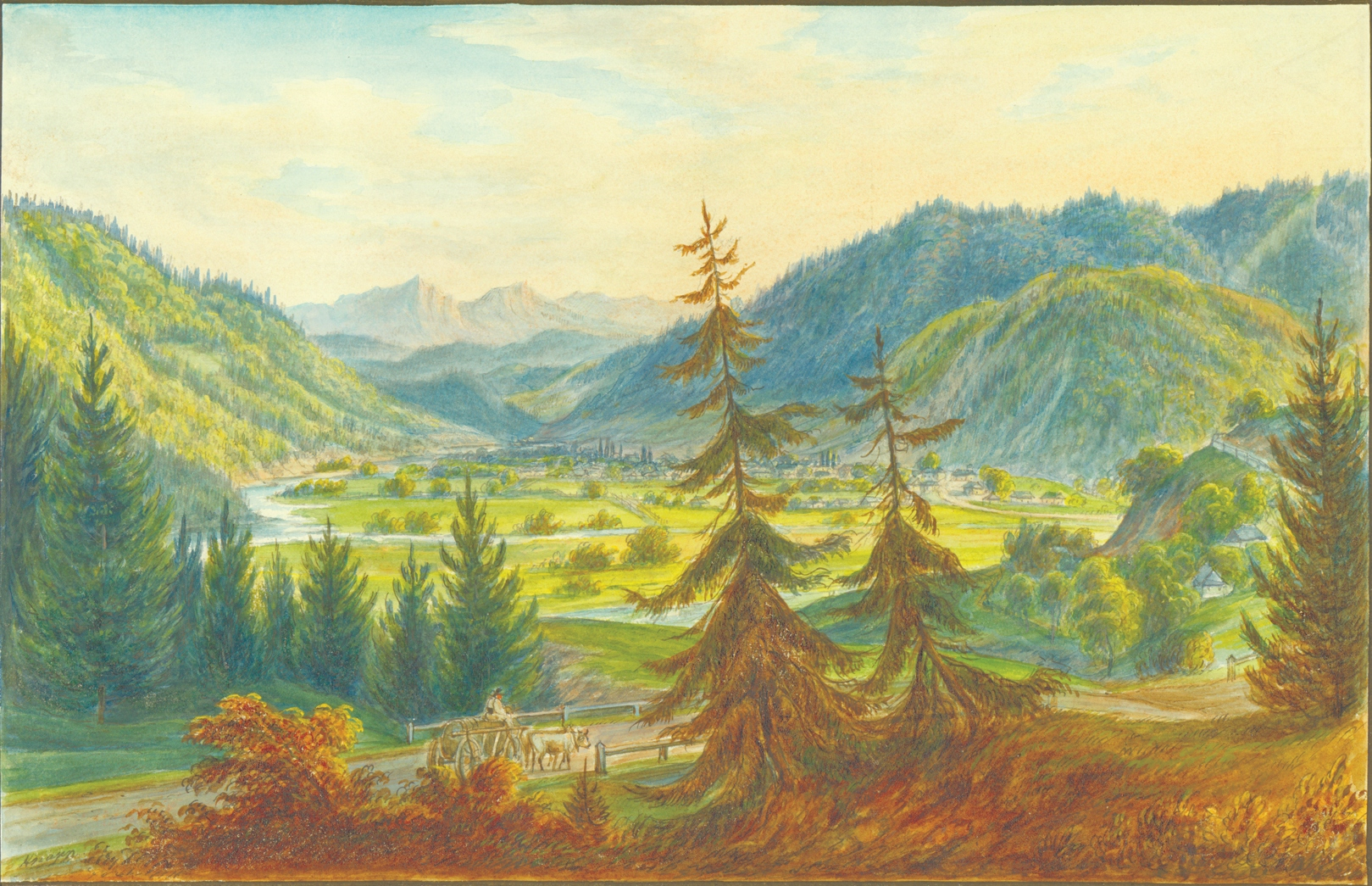
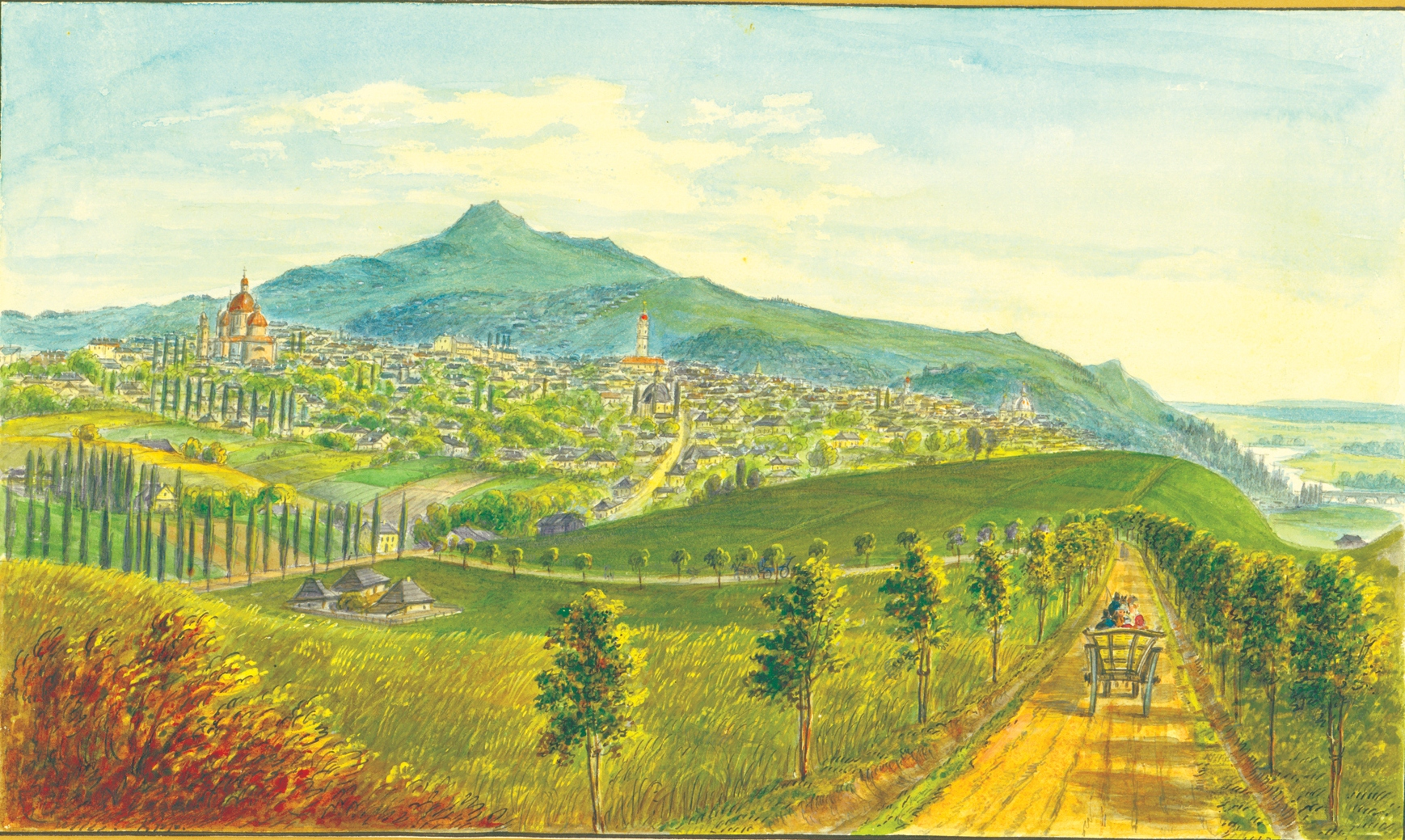
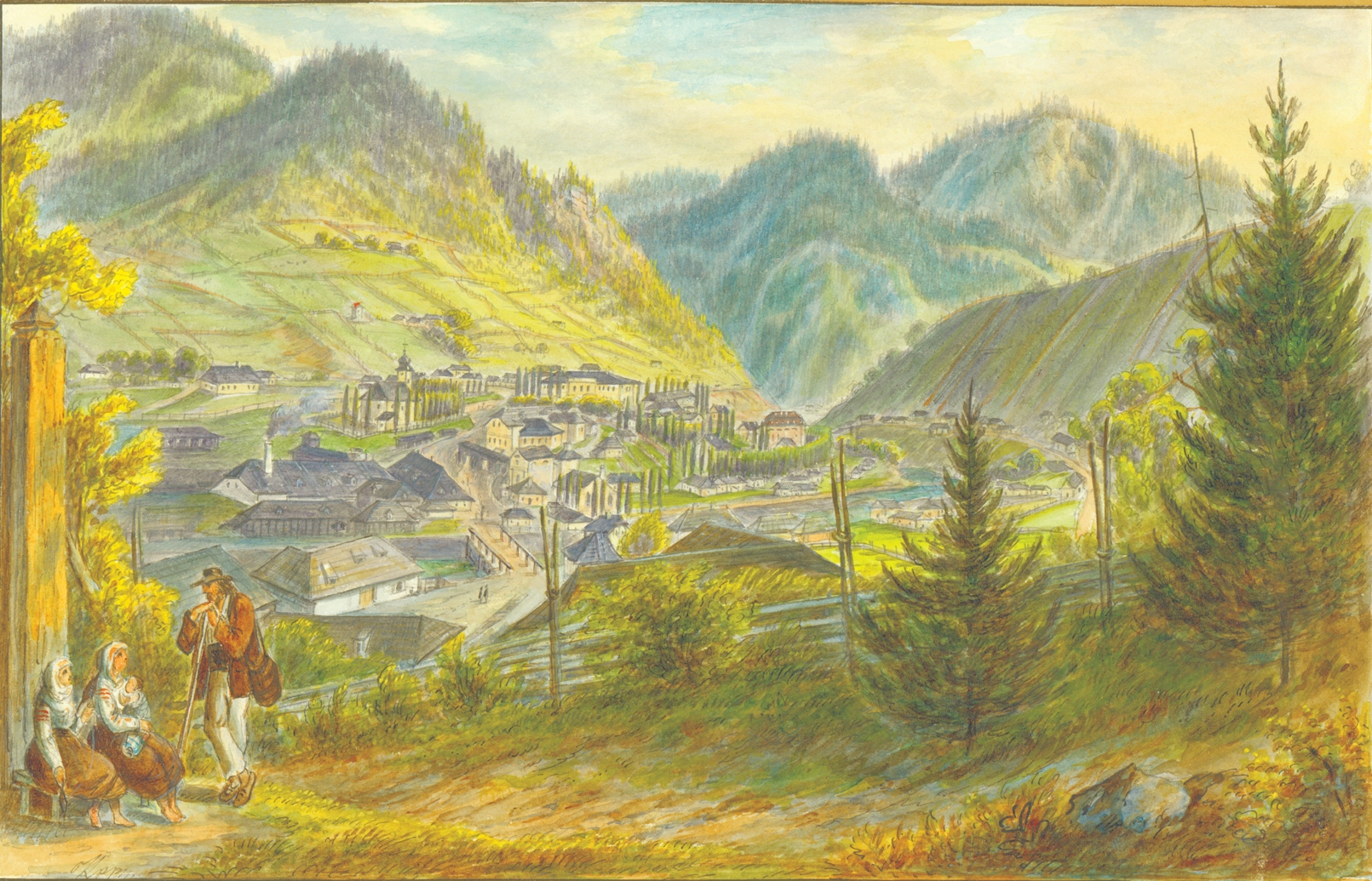